# آیلند لیک، شهرستان سینت لوئیز، مینه‌سوتا
آیلند لیک (به انگلیسی: Island Lake) یک منطقهٔ مسکونی در ایالات متحده آمریکا است که در Gnesen Township واقع شده‌است. آیلند لیک ۴۰ نفر جمعیت دارد و ۴۱۷٫۸۹ متر بالاتر از سطح دریا واقع شده‌است.